# Le Secret de l'Espadon
Le Secret de l'Espadon est la première aventure de la série de bande dessinée Blake et Mortimer, scénarisée et dessinée par Edgar P. Jacobs.
Elle est publiée en planches hebdomadaires dès le premier numéro du Journal Tintin, du 26 septembre 1946 au 8 septembre 1949. Elle est ensuite éditée en albums, en 2 tomes aux Éditions du Lombard (en 1950 et 1953), puis en 3 tomes aux Éditions Blake et Mortimer (de 1984 à 1986). Elle a été traduite dans près d'une dizaine de langues et a été adaptée en feuilleton radiophonique et en dessin animé.
Edgar P. Jacobs, marqué par la Seconde Guerre mondiale, l'expansionnisme du Japon Shōwa et les bombardements atomiques d'Hiroshima et de Nagasaki, crée une bande dessinée d'anticipation en imaginant une aventure se déroulant lors d'une Troisième Guerre mondiale. Il ajoute des éléments de science-fiction, comme l'Espadon, un avion à réaction submersible, supersonique et radio-commandé, et imagine une base militaire hyper-sophistiquée.
La bande dessinée raconte les aventures de deux Britanniques, le capitaine Francis Blake, de l'Intelligence Service, et le professeur Philip Mortimer, physicien nucléaire. Après une attaque mondiale surprise déclenchée par l'empereur Basam-Damdu, à la tête de « l'Empire jaune », ils tentent de rejoindre une base secrète avec les plans de l'Espadon, conçu par Mortimer, qui leur permettra de riposter. Ils sont traqués à travers le Moyen-Orient par le colonel Olrik, un Occidental chef des services secrets de l'empire.

## Résumé
Le découpage en trois tomes ci-dessous correspond à la réédition de 1984, alors que l'édition originale de 1950 n'était découpée qu'en deux tomes, intitulés simplement « Tome 1 » et « Tome 2 » sur les éditions de 1950 à 1956, « Tome 1 - La poursuite fantastique » et « Tome 2 - SX1 contre-attaque » à partir de l'édition de 1957,.

### Tome 1:La Poursuite fantastique

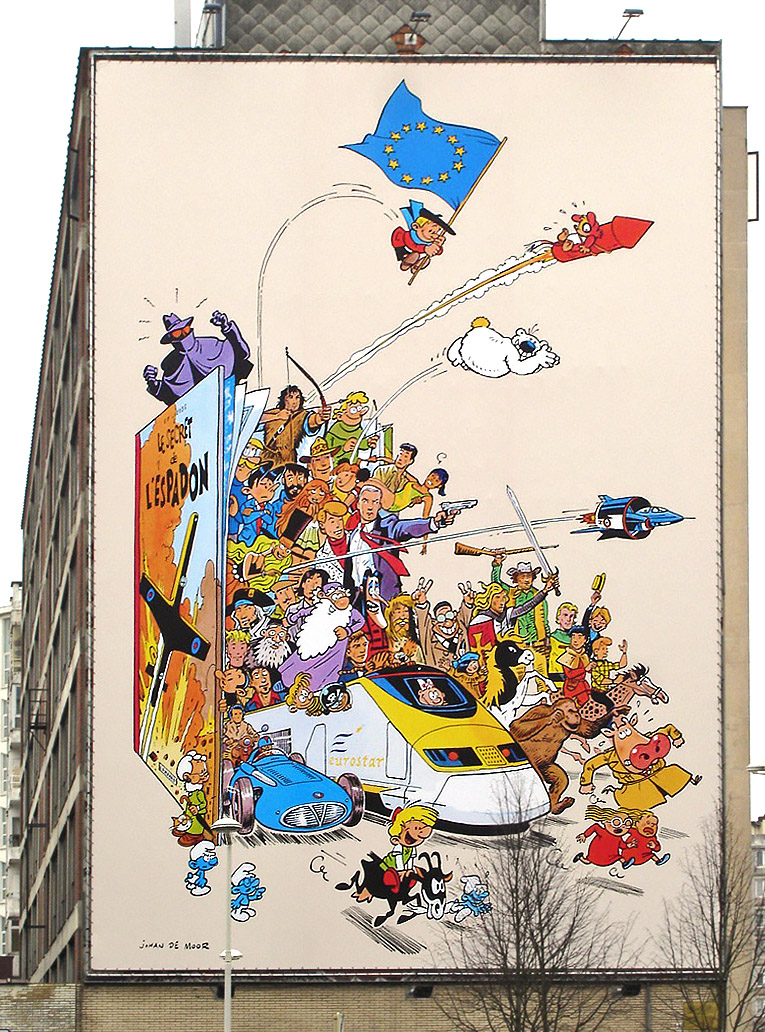
Sur une face aveugle de l'immeuble des Éditions du Lombard à Bruxelles, une toile peinte due à Johan De Moor et aujourd'hui démontée représentait la plupart des héros de la BD franco-belge surgissant du tome 1 du Secret de l'Espadon, surmontés du personnage d'Olrik, « La Marque Jaune ».

Peu après la fin de la Seconde Guerre mondiale, l'usurpateur Basam-Damdu, qui dirige « l'Empire jaune » dont le cœur est situé à Lhassa au Tibet, déclenche une attaque militaire sur le reste du monde. En quelques heures, les plus grandes métropoles sont détruites et ses armées victorieuses. Mais le gouvernement britannique, bien renseigné par l'agent infiltré Zhang Hasso, a pris certaines précautions et construit deux bases secrètes pour y préparer une riposte. Avertis par Hasso de l'imminence de l'attaque juste avant que ce dernier ne soit découvert et abattu par le colonel Olrik, un occidental chef des services secrets de l'Empire Jaune et conseiller militaire de l'empereur, le capitaine Francis Blake de l'Intelligence Service (MI5) et son ami le professeur Philip Mortimer, physicien nucléaire, quittent avant sa destruction la base de Scaw-Fell à bord de l'avion « Golden Rocket » pour rejoindre la seconde base secrète, située dans le détroit d'Ormuz. Ils emportent avec eux les plans de « l'Espadon », une arme révolutionnaire conçue par Mortimer.
Olrik lance immédiatement la traque : poursuivi par des chasseurs stratosphériques, le Golden Rocket est abattu au-dessus de l'Iran et les héros sont capturés par les soldats de l'armée locale aux ordres des envahisseurs. Profitant de la rivalité entre deux gradés, ils parviennent à s'échapper en camion sous le feu tardif des gardes iraniens. Sur le point d'être rattrapés par deux automitrailleuses lancées à leur poursuite par Olrik, ils sont sauvés in extremis par une attaque de partisans. Blake et Mortimer s'emparent d'un véhicule blindé de l'ennemi et poursuivent leur route vers leur point de rendez-vous secret sur le plateau d'Hérat, mais ils se retrouvent de nouveau sous le feu de l'aviation ennemie. Ils ne doivent leur salut qu'à un violent orage et continuent leur chemin à pied dans la montagne.
Juste avant d'atteindre leur point de rendez-vous, ils sont arrêtés par le sergent Ahmed Nasir, un Indien du Makran Levy Corps qui leur évite de tomber dans un piège tendu par Olrik. Ils parviennent à s'enfuir en volant l'avion personnel de ce dernier, « l'Aile rouge », avant d'être de nouveau abattus. Recueillis par des Pakistanais, Blake, Mortimer et Nasir sont hébergés à Turbat par un certain Zahan-Kahn, mais ils sont aussitôt dénoncés par Razul, un Bezendjas à la solde des Jaunes, et ces derniers envahissent la ville.

### Tome 2:L'Évasion de Mortimer
Blake et Mortimer échappent de peu à la capture et quittent Turbat en profitant de l'insurrection de ses habitants. Quelques jours plus tard, ils atteignent les falaises du Makran, près de Jask, où Mortimer, venu récupérer les plans de l'Espadon perdus par Blake lors d'une mauvaise chute, est fait prisonnier par les Jaunes, non sans avoir dissimulé les plans d'abord[fin du premier tome de l'édition originale].
Trois mois plus tard, alors que Blake et l'amiral Sir William Gray dirigent la résistance depuis une base sous-marine secrète située sous la péninsule du Musandam, au niveau du détroit d'Ormuz, Mortimer, lui, est détenu par Olrik à Karachi, au Pakistan. Sous bonne garde, il feint de coopérer pour rester en vie et gagner du temps. Nasir arrive à être embauché dans la prison, et Mortimer, bien que toujours sous surveillance, parvient à lui transmettre un message lui indiquant la cachette des plans. Tout se précipite quand Nasir est reconnu par Razul près de la prison du professeur. Inquiet pour ce dernier, Blake organise son évasion en catastrophe : le soir même, Mortimer s'évade en hélicoptère à la faveur d'un orage, et embarque à bord d'un sous-marin. Encerclé par la flotte des Jaunes, ce dernier se réfugie le long de l'épave de l'Ajax, un croiseur de bataille échoué au fond de la mer.

### Tome 3:SX1 contre-attaque
Un mois après l'évasion de Mortimer, un convoi d'intellectuels et de techniciens en déportation est libéré par des résistants. Parmi eux, Donald Bell, ingénieur à l'Atomic Energy Commission, se lie d'amitié avec Jack Harper, ancien chef de district dans le nord des Indes et ami de son frère le lieutenant Archie Bell. Après un long voyage, le convoi atteint le Makran d'où, grâce à un passage souterrain secret, ils traversent le détroit d'Ormuz et parviennent à la base de la résistance. Là, tout est fait pour accélérer la naissance de l'Espadon, un avion amphibie supersonique et ultra-maniable. Harper, qui s'avère être un ami de Blake, est alors affecté au Controle Corps, chargé de la sécurité, et un certain Mallow lui fait visiter la base. Mais après avoir neutralisé ce dernier, il vole des explosifs et détruit plusieurs installations de la base.
Après une brève enquête, Blake et Mortimer découvrent que Bell est en vérité Olrik, qui avait neutralisé Harper et usurpé son identité lors de la visite. Malgré le fait que toute la base soit en alerte, Olrik parvient à s'enfuir dans un scaphandre et ne peut être rattrapé. Conscient qu'une attaque des Jaunes est imminente, Mortimer décide de brusquer les choses et de simplifier son Espadon pour que deux exemplaires soient opérationnels dans seulement trente heures. De son côté, Olrik organise un assaut général sur la base qui se défend tant bien que mal. Alors qu'elle est sur le point de tomber, le premier Espadon piloté par Blake, puis le deuxième commandé par Mortimer, réduisent à néant l'aviation et la flotte des attaquants. Partout dans le monde commencent alors des insurrections qui ébranlent le pouvoir de Basam-Damdu en quelques jours. Ce dernier, pris de folie meurtrière décide de lancer une destruction nucléaire générale, mais une escadrille d'Espadons attaque sa capitale, Lhassa, et détruit son arsenal dans les rampes de lancement, mettant fin à son empire.

## Lieux et personnages

### Personnages

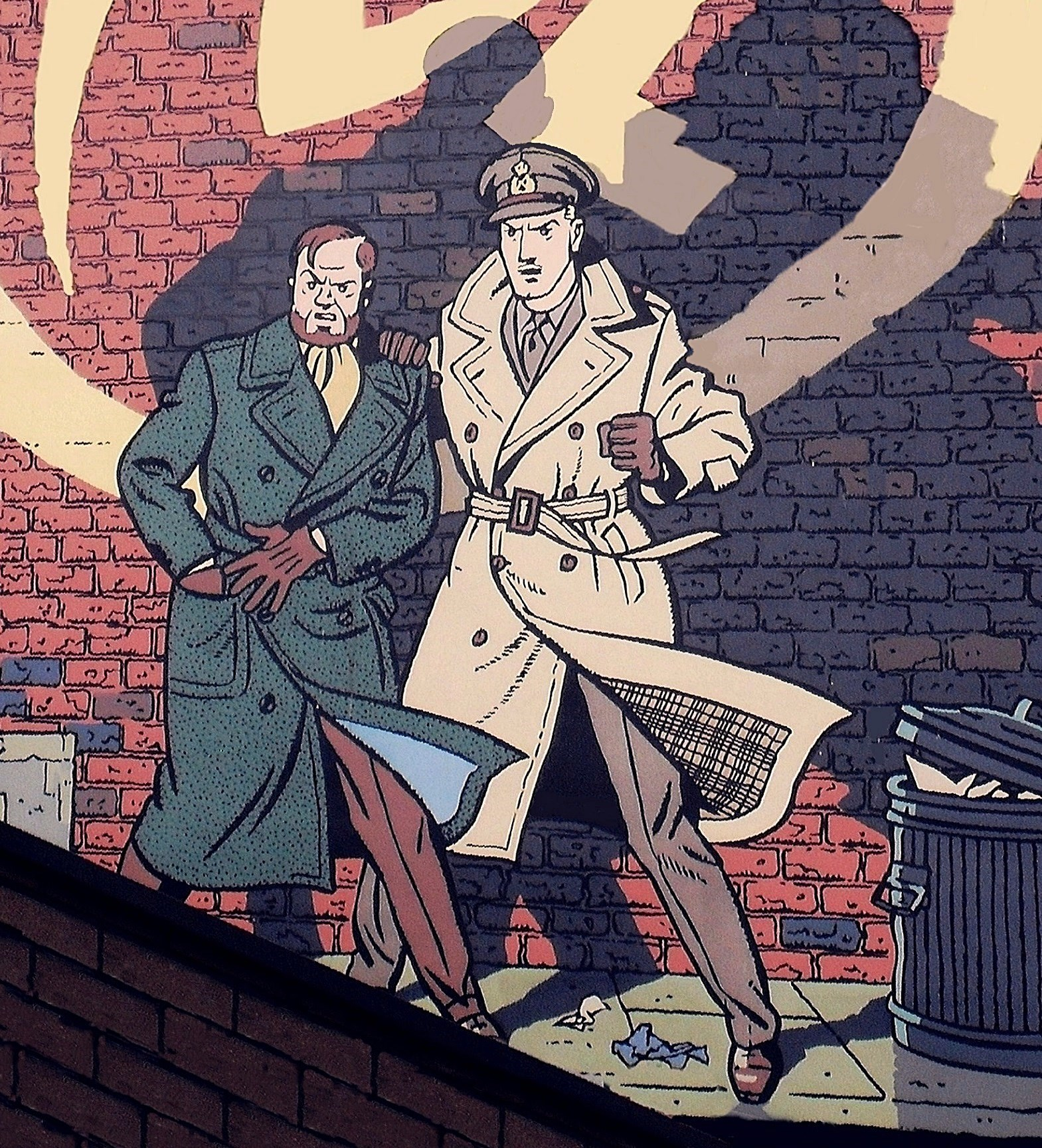
Blake et Mortimer peints sur un mur de la ville de Bruxelles, Rue du Temple 6, reprenant la couverture de La Marque jaune.

Première aventure de la série Blake et Mortimer, Le Secret de l'Espadon met en scène le capitaine Francis Blake et le professeur Philip Mortimer, ainsi que le colonel Olrik qui reviendra dans d'autres épisodes de la série, comme Ahmed Nasir. D'autres personnages tels Razul le Bezendjas, l'empereur Basam-Damdu, le capitaine Hasso, et Sir William Gray réapparaitront (pour la plupart dans des albums dont Jacobs n'est pas l'auteur).
- Capitaine Francis Blake : officier de l'Intelligence Service (MI-5), ami de Mortimer
- Professeur Philip Mortimer : inventeur de l'Espadon, ami de Blake
- Colonel Olrik : chef du 13e bureau, les services secrets de l'Empire jaune, et conseiller militaire de l'empereur
- Basam-Damdu dit « l'usurpateur » : empereur mégalomane de l'Empire jaune au Tibet
- Colonel Taksa : responsable de l'organisation technique de l'armée de l'Empire jaune
- Capitaine Zhang Hasso : espion de l'Intelligence Service placé dans l'armée des Jaunes et communiquant avec le capitaine Blake
- Commandant Hussein : officier de l'armée iranienne à la solde des Jaunes
- Lieutenant Ismaïl : officier de l'armée iranienne à la solde des Jaunes
- Ahmed Nasir : sergent dans le 5e bataillon du Makran Levy Corps (Armée britannique des Indes)
- Razul : espion Bezendjas à la solde des Jaunes
- Commandant du sous-marin SII de la base secrète d'Ormuz
- Sir William Gray : gouverneur de la base secrète d'Ormuz
- Capitaine Li : garde de Mortimer au QG de Karachi, obéit aux ordres d'Olrik
- Docteur Sun Fo : envoyé spécial de l'empereur chargé « d'assister » le professeur Mortimer après sa capture
- Donald Bell : ingénieur à l'Atomic Energy Commission
- Jack Harper : ancien chef de district, ami du frère de Donald Bell ainsi que du capitaine Blake
- Lieutenant Brady : chef d'un commando de libération de déportés
- Sergent Mac : adjoint du lieutenant Brady
- Capitaine Manderton : chef du Controle Corps, le service de sécurité de la base secrète d'Ormuz
- Mallow : agent du Controle Corps

L'histoire contient de nombreux autres personnages — soldats, rebelles, pilotes, techniciens, ingénieurs — qui apparaissent dans quelques cases seulement, avec ou sans dialogue. Il n'y apparaît cependant aucun personnage de sexe féminin, conformément aux usages de la bande dessinée pour jeunes gens de l'époque.

### Lieux visités

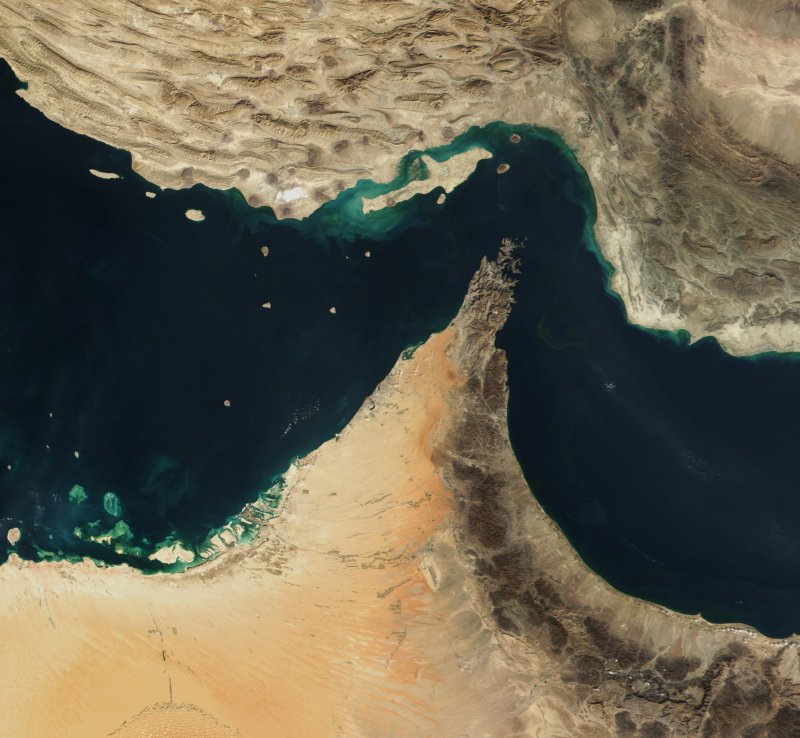
Image satellite du détroit d'Ormuz, de la péninsule du Musandam et des falaises du Makran.

L'aventure se déroule essentiellement au Moyen-Orient, mais aussi en partie au Royaume-Uni et au Tibet.
- État impérial d'Iran : fort de Keru (où Blake et Mortimer sont retenus prisonniers) ; montagnes du Hérat ; col de Chemma (où Blake et Mortimer s'emparent d'un blindé) ; falaises du Makran, près de Jask (là où Mortimer est capturé par les Jaunes)
- Mascate et Oman : péninsule du Musandam (là où est installée la base secrète britannique), près du détroit d'Ormuz
- Raj britannique : Turbat (ville où éclate une révolte, permettant à Blake, Mortimer et Nasir de fuir à cheval) ; rivière Chambadur (où les protagonistes échappent à Olrik en détruisant un pont) ; Karachi ; ligne de chemin de fer entre Hyderabad et Larkana (où circule le convoi de prisonniers) ; Dadu ; baie de Sonmiani
- Royaume-Uni : usine secrète de Scaw-Fell ; Londres (d'où s'échappent Blake et Mortimer au début du récit)
- Tibet : aérodrome de Lhassa ; Palais du Potala (siège de l'empereur Basam-Damdu)
- Turquie : Diyarbakır

| \| Diyarbakır Turbat Karachi Jask Dadu Hérat Crash du Golden Rocket Base secrète Iran Irak Indes britanniques Oman Arabie saoudite Égypte Soudan Turquie Détroit d'Ormuz Mer d'Arabie Mer · Méditerranée \| Localisation des lieux traversés au Moyen-Orient (frontières actuelles, l'histoire se déroulant en 1946) |
| Diyarbakır Turbat Karachi Jask Dadu Hérat Crash du Golden Rocket Base secrète Iran Irak Indes britanniques Oman Arabie saoudite Égypte Soudan Turquie Détroit d'Ormuz Mer d'Arabie Mer · Méditerranée |

Sélection de lieux vus dans l'album
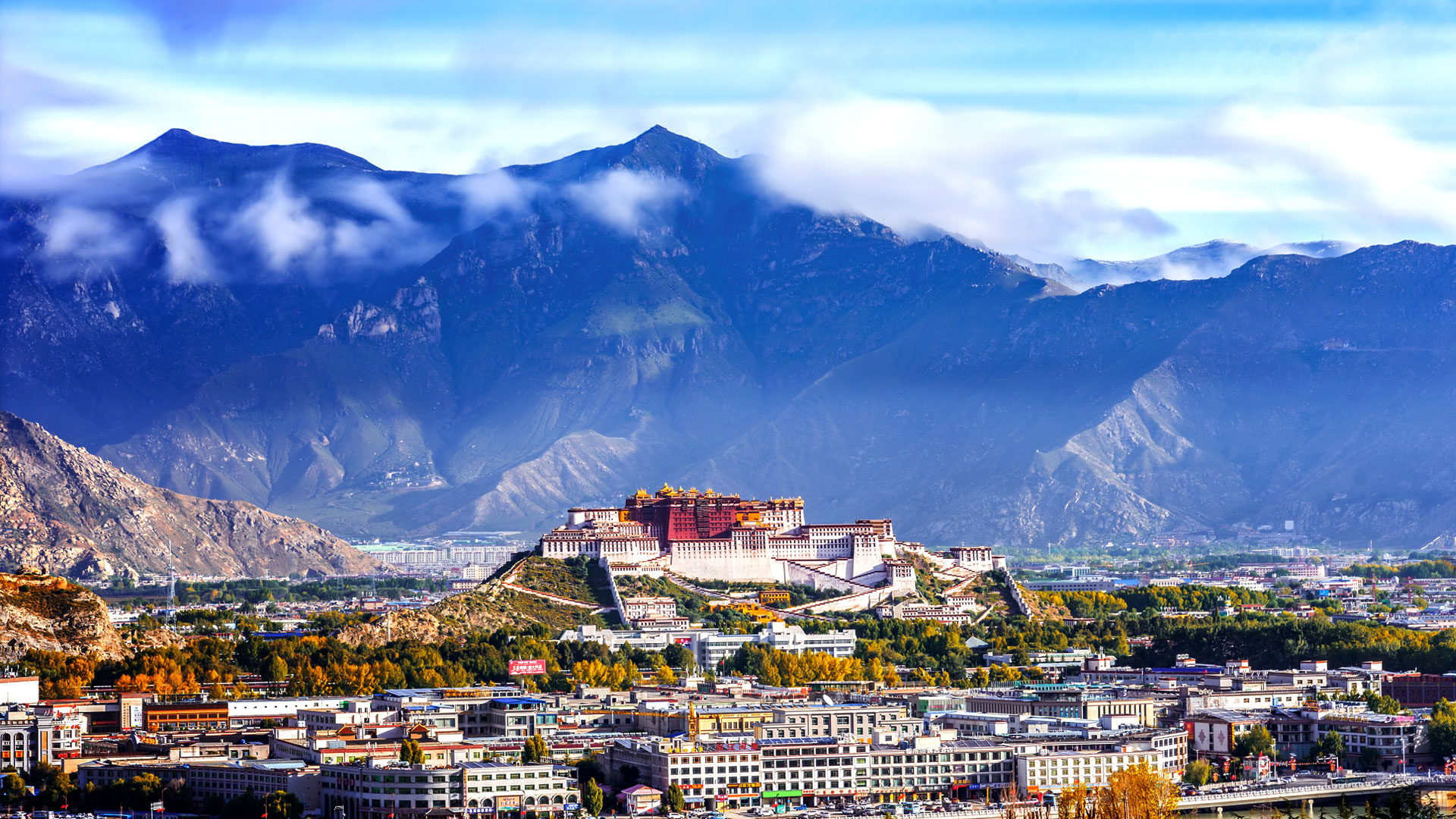
Lhassa, capitale du Tibet, et le Potala
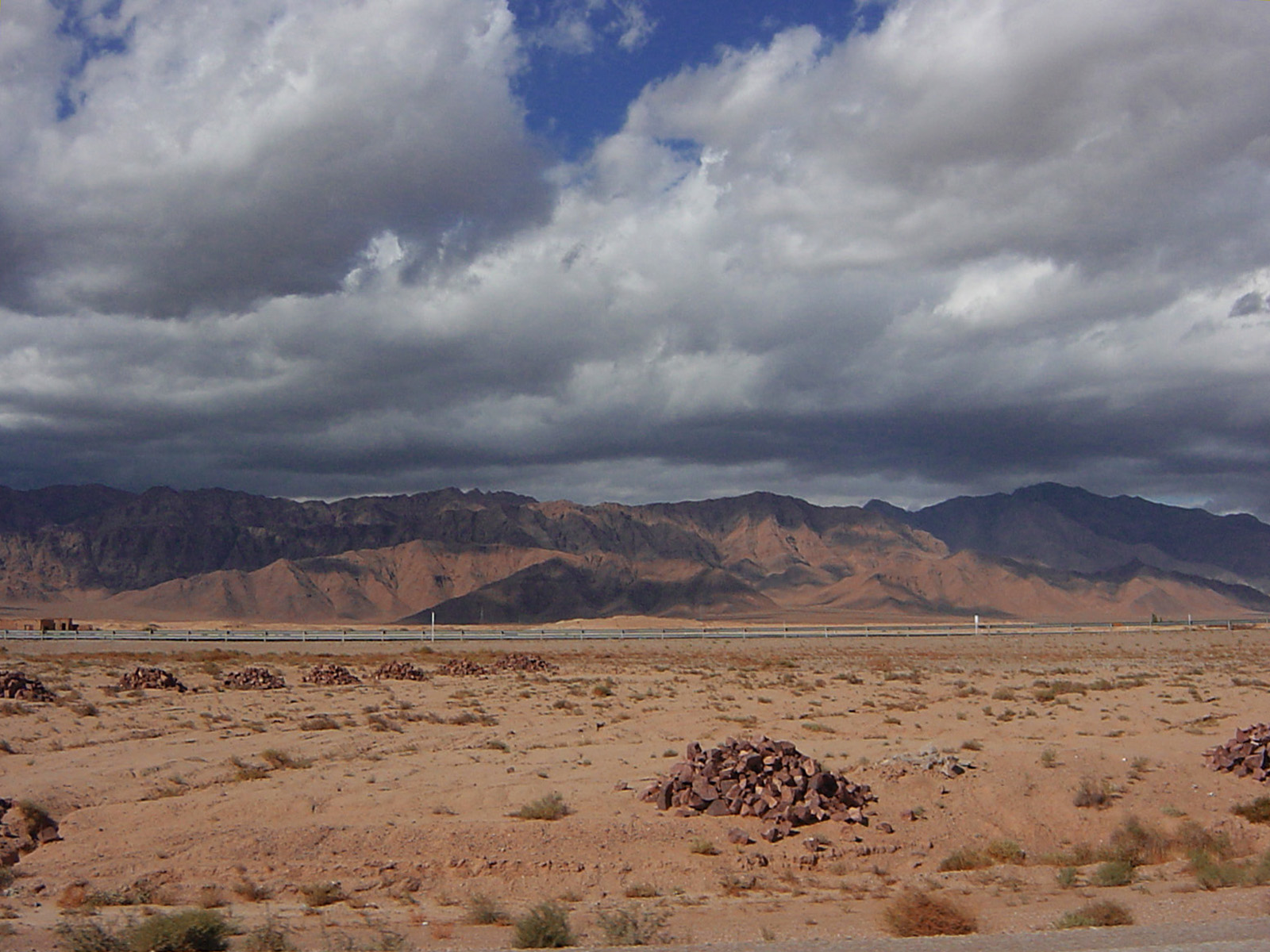
Paysage du Khorassan
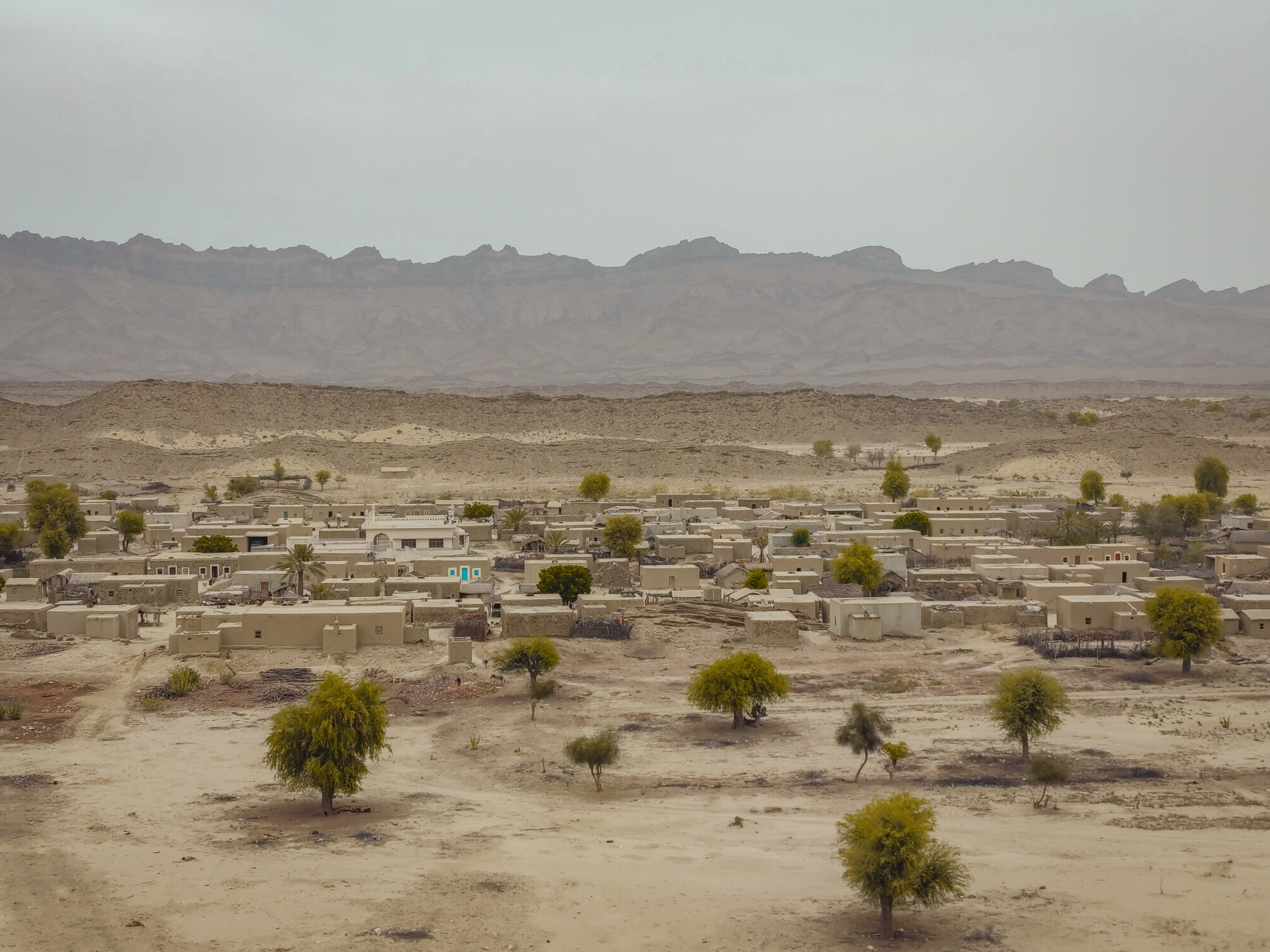
Village près de Turbat
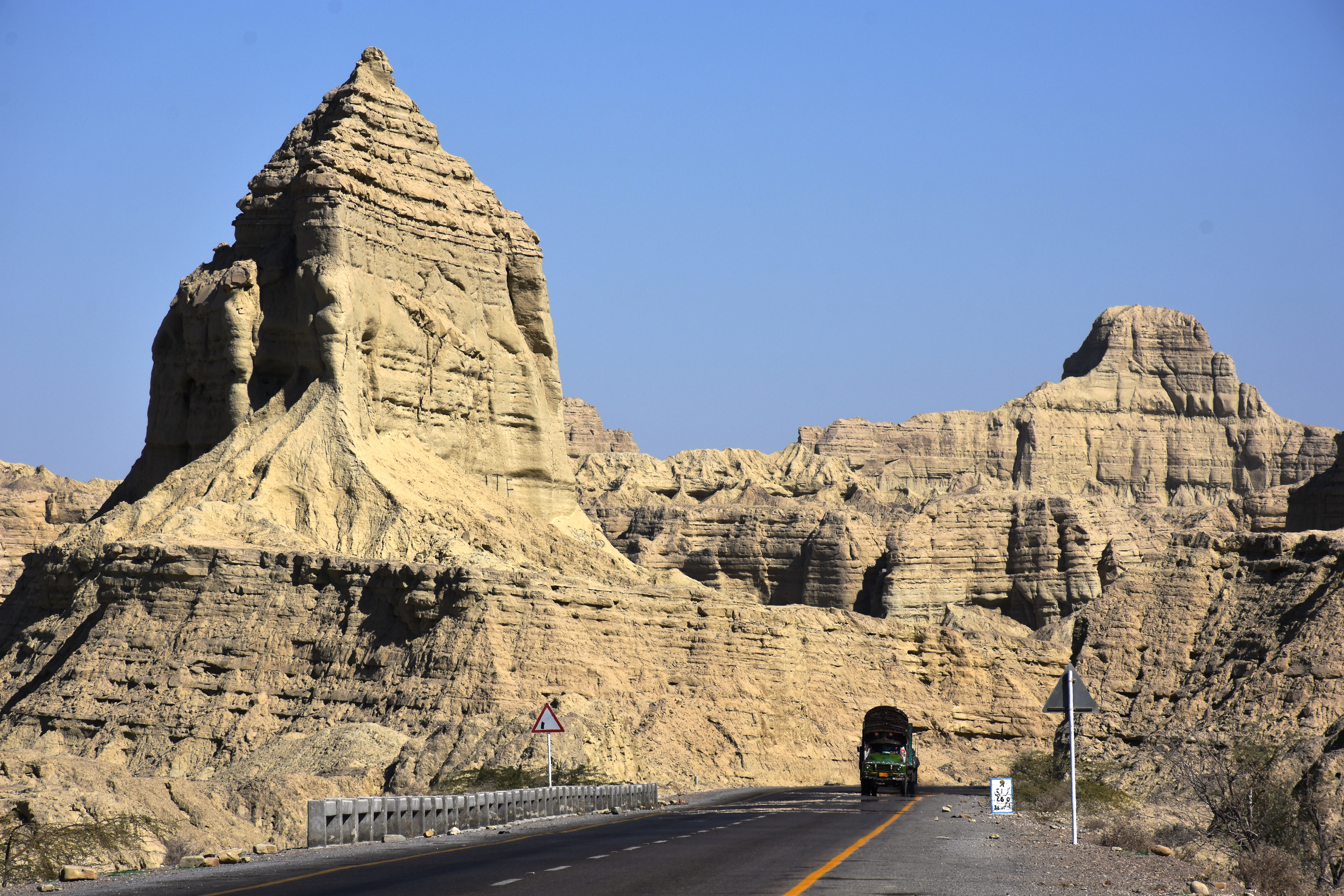
Montagnes du Makran, dans le Parc national Hingol
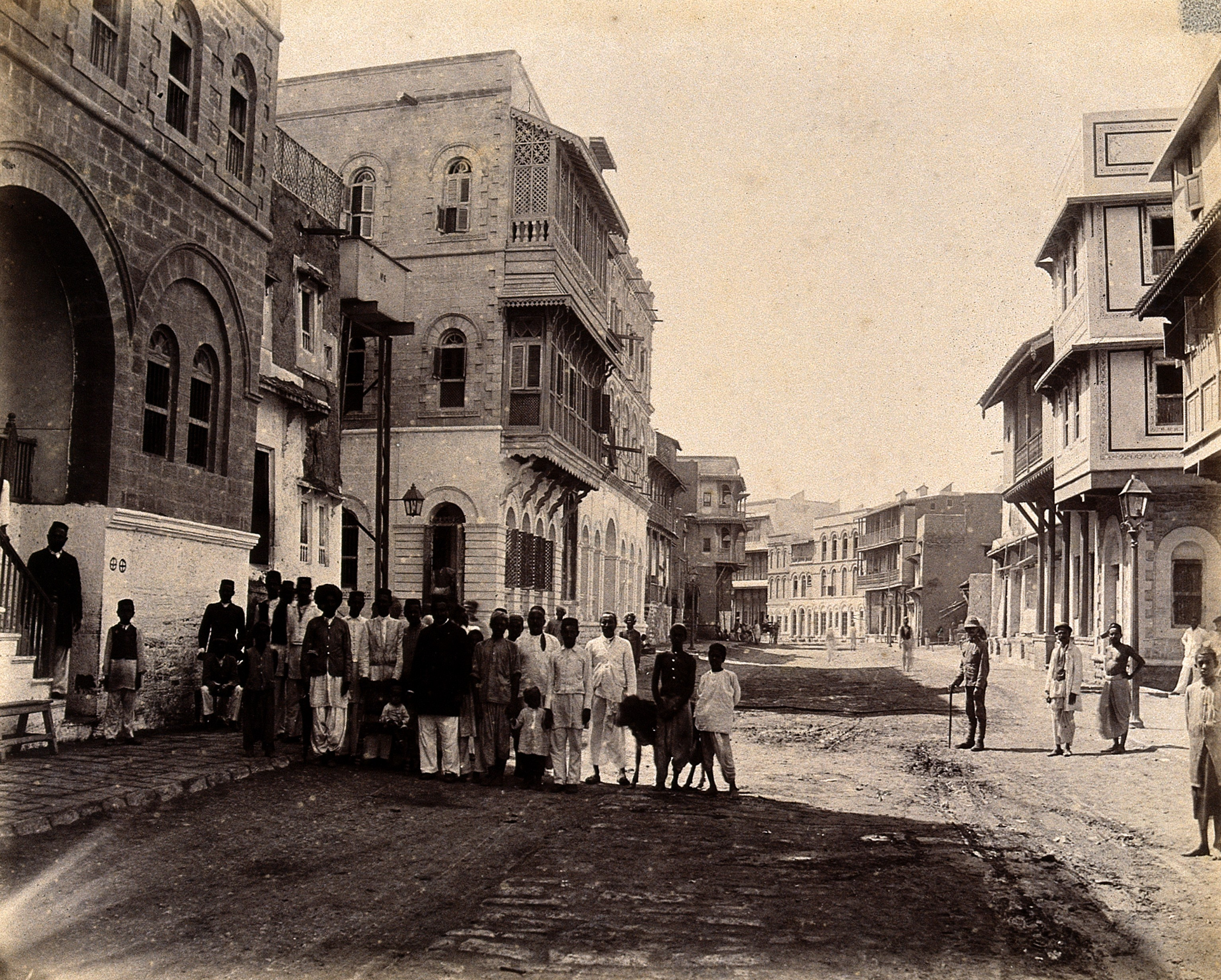
Vieille ville de Karachi
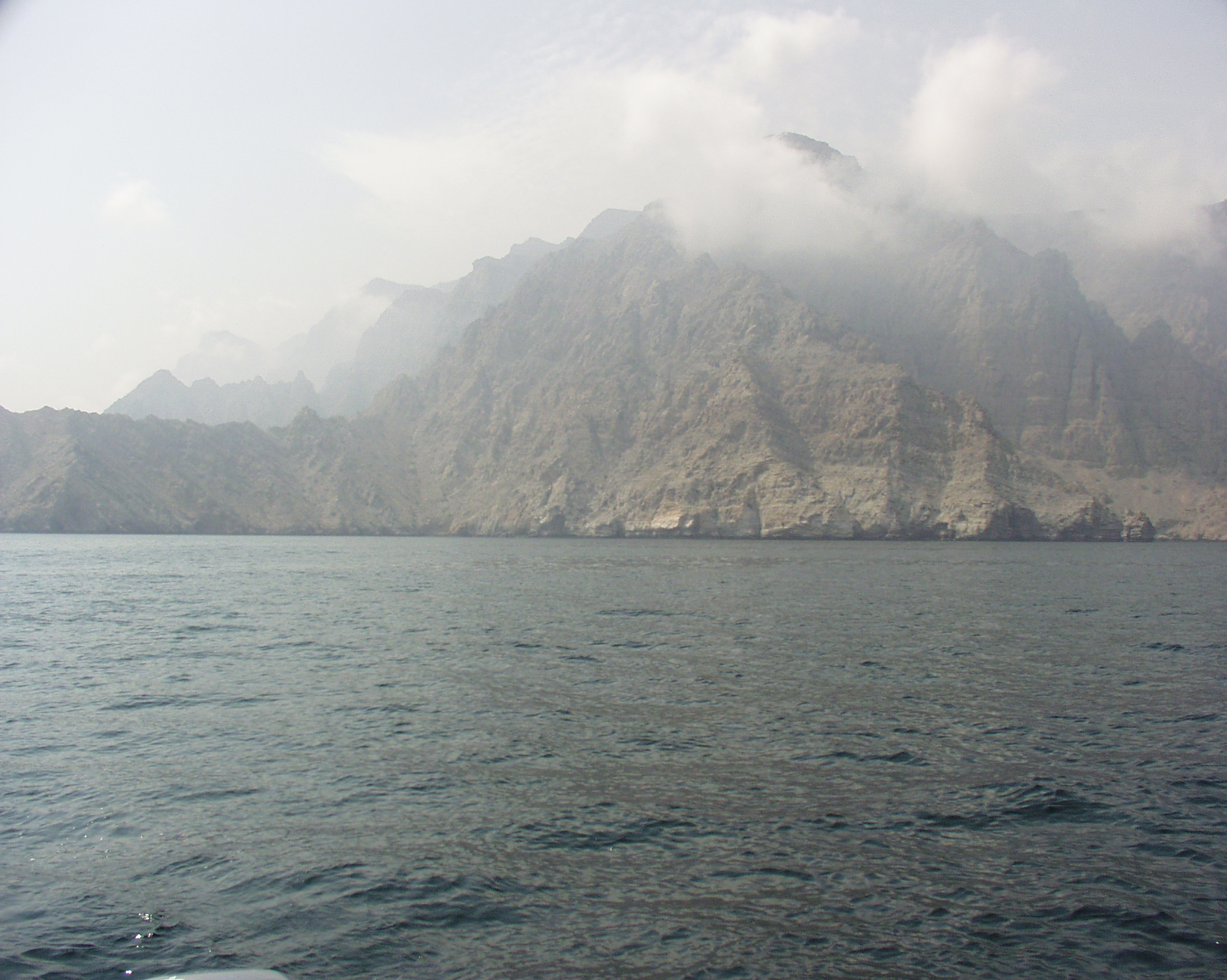
Moussandam, où se situe la base secrète sous-marine

## Contexte d'écriture

### Les débuts d'Edgar P. Jacobs en bande dessinée

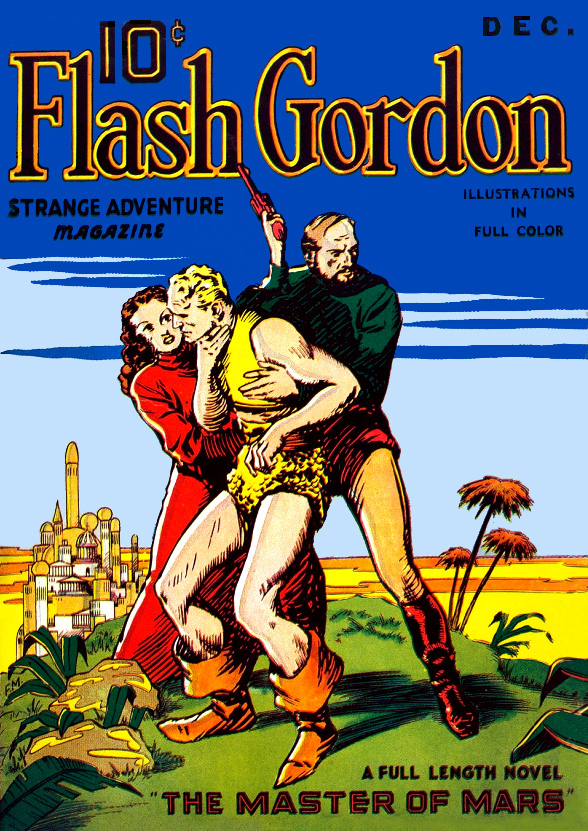
Jacobs est choisi pour achever la série Gordon l'Intrépide diffusée par l'hebdomadaire Bravo ! en Belgique.

Sous l'occupation allemande pendant la Seconde Guerre mondiale, Edgard Jacobs est contraint d'abandonner sa carrière de chanteur lyrique pour tenter de gagner sa vie dans l'illustration. Sur le conseil de son ami Jacques Laudy, il présente ses dessins à Jean Dratz, le directeur artistique de l'hebdomadaire belge pour la jeunesse Bravo !, qui est immédiatement convaincu de son talent. Dans un premier temps, son travail consiste à réaliser des illustrations de contes, principalement des légendes germaniques. À la fin de l'année 1942, Jacobs se voit confier l'achèvement de Gordon l'Intrépide, la série du dessinateur américain Alex Raymond dont la livraison de planches est interrompue en raison du conflit mondial,.
Son travail ayant donné pleinement satisfaction, Jacobs répond à la commande de son hebdomadaire et signe une série de sa propre invention, Le Rayon U, une histoire de science-fiction dont la première planche du Rayon U paraît en février 1943. Pour la première fois, le dessinateur signe sous le nom « Edgar P. Jacobs », supprimant la lettre finale de son prénom pour lui donner une consonance plus anglo-saxonne.
Le dessinateur Hergé est impressionné par la qualité graphique du Rayon U, précisément la conception novatrice d'Edgar P. Jacobs dans l'utilisation de la couleur, si bien qu'il lui propose de travailler à ses côtés à la colorisation des Aventures de Tintin réclamée par son éditeur Casterman,. Jacobs est engagé à compter du 1er janvier 1944, un contrat qui lui permet de se soustraire au Service du travail obligatoire mis en place par l'occupant allemand. Sa première tâche consiste à la mise en couleurs du Trésor de Rackham le Rouge, puis Jacobs s'implique activement dans l'écriture des Sept Boules de cristal, en compagnie de son ami Jacques Van Melkebeke. Les deux hommes puisent dans leurs références littéraires, picturales et cinématographiques, dont Hergé est dépourvu, pour épaissir la noirceur et le mystère de l'intrigue résolument fantastique de ce nouvel album. En échange, Hergé apporte ses conseils à Jacobs pour la mise en image des dernières planches du Rayon U.

### Lancement du journalTintin

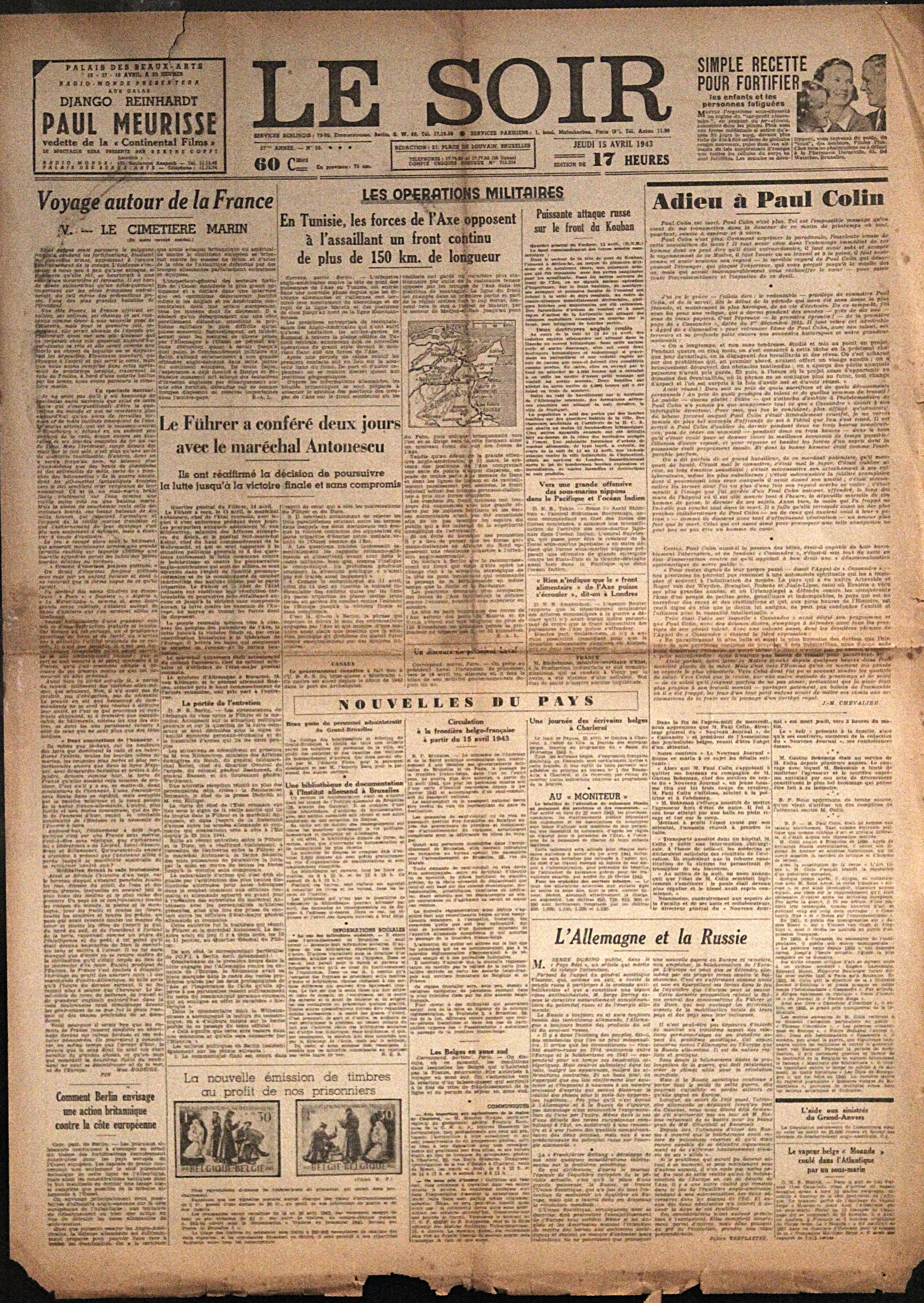
Le Soir (ici du 15 avril 1943) dans lequel paraît quotidiennement l'histoire des Sept Boules de cristal.

La libération de la Belgique le 3 septembre 1944 entraîne l'interruption du Soir et, de fait, celle des Aventures de Tintin dans lequel elles sont publiées. Arrêté pour faits de collaboration, Hergé est empêché de toute publication sous son nom, et dès lors il se consacre exclusivement à la refonte et à la colorisation de ses premières aventures. Au cours de l'année 1945, assisté de Jacobs, il redessine Tintin au Congo, Tintin en Amérique, Le Lotus bleu, puis Le Sceptre d'Ottokar. En parallèle, les deux hommes réalisent trois planches d'essai pour des séries réalistes, qu'ils envisagent de signer sous le pseudonyme Olav,, et jusqu'en août 1946, Jacobs poursuit ses propres travaux d'illustrations pour divers magazines ou journaux tels que ABC ou AZ, signant parfois du pseudonyme Edgard Jackson.

Logo du journal Tintin lors de sa création.

Il fait naturellement partie de l'équipe réunie au cours de l'année 1946 par l'éditeur Raymond Leblanc pour créer le Journal de Tintin, dont Hergé assure la direction artistique et Jacques Van Melkebeke devient le rédacteur en chef. En plus d'Hergé et de Jacobs, les dessinateurs Paul Cuvelier et Jacques Laudy sont recrutés, et l'équipe gagne rapidement le surnom des « quatre mousquetaires » de la bande dessinée. Dans un premier temps, Jacobs entend proposer un récit médiéval historico-légendaire intitulé Roland le Hardi, une idée finalement rejetée par Hergé car d'autres histoires intégrées au journal se déroulent à cette même époque. Nourri de ses lectures de jeunesse et encouragé par Van Melkebeke, il s'engage dans la voie de la science-fiction pour mettre au point le scénario du Secret de l'Espadon. Le premier numéro de Tintin paraît le 26 septembre 1946.

### Difficultés de travail
Les vingt premières planches du Secret de l'Espadon sont réalisées dans la douleur. D'un côté, alors qu'il était habitué à dessiner six images chaque semaine pour Le Rayon U, Jacobs doit désormais livrer une planche d'au moins neuf cases, en plus de ses autres commandes, notamment des chromos pour la rubrique Voir et savoir du magazine, ainsi qu'une série d'illustrations pour accompagner la publication en feuilleton du roman La Guerre des mondes, de H. G. Wells. D'un autre côté, alors qu'il aimerait réaliser le dessin et la colorisation sur le même support, sans encrage, il doit céder à la demande d'Hergé qui lui impose d'appliquer sa propre méthode, à savoir l'exécution de planches originales en noir et blanc avant que les couleurs soient appliquées sur une épreuve imprimée. Aussi, pour satisfaire son directeur artistique et respecter les délais, il confie l'encrage des premières planches à Van Melkebeke.
Comme il l'avait fait pour Les Sept Boules de cristal, Jacobs fournit à Hergé plusieurs idées pour alimenter le scénario du Temple du Soleil, et prend parfois la pose pour que l'auteur réalise des croquis d'attitude et saisisse l'expression la plus juste de ses personnages, mais leur collaboration cesse le 31 janvier 1947 lorsque Jacobs, accablé par la surcharge de travail qu'il s'impose, décide de se consacrer entièrement à ses propres activités. Bien des années plus tard, après la disparition d'Hergé, il explique à l'écrivain Benoît Peeters l'autre raison de cette séparation : « Hergé m'avait demandé de travailler avec lui à cent pour cent. Pour ma part j'étais assez réticent […]. Je lui ai dit que j'accepterais de rester avec lui si nous pouvions cosigner les albums. La semaine suivante, il m'a dit que, chez Casterman, les responsables n'étaient pas d'accord. En fait, je crois que ça l'aurait gêné, lui. »

## Analyse

### Style graphique
Dans Le Secret de l'Espadon, Edgar P. Jacobs dessine sur trois bandes par planche. Dans les aventures suivantes, il passera à quatre bandes par planche, rendant ses pages plus touffues.
Jacobs apporte une grande importance au réalisme des décors extérieurs. Ainsi, pour dessiner un « rivage à l'aspect fantastique » où les rochers plongent dans la mer, il demande conseil à l'explorateur français François Balsan. Ce dernier lui décrit les paysages, lui envoie des plans et lui conseille la lecture des numéros du Geographical relatant les voyages de l'archéologue et explorateur  hongro-britannique Aurel Stein dans cette région.

### Inspirations

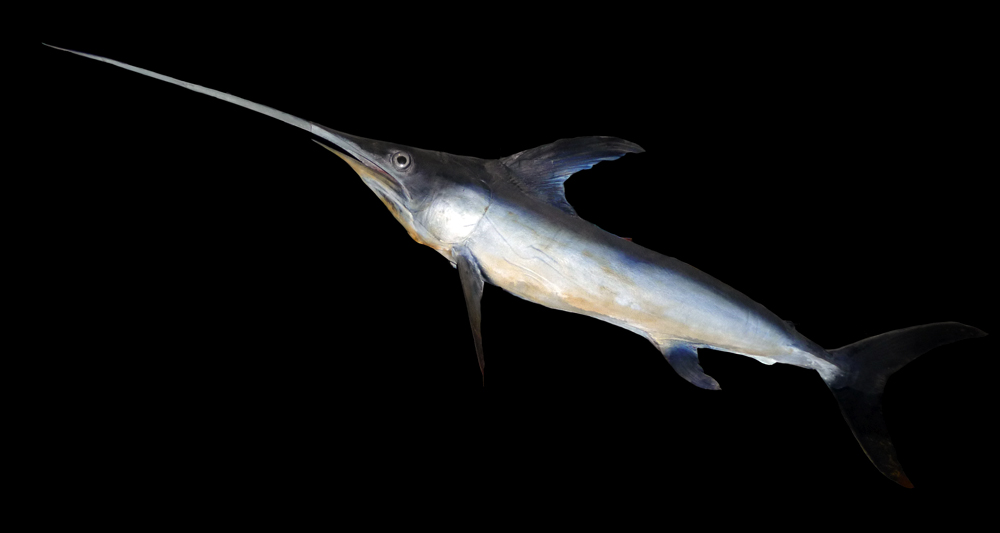
L'espadon a donné sa forme et son nom à l'avion de Jacobs.

Marqué par la Seconde Guerre mondiale qui venait de prendre fin, et en particulier les bombardements atomiques d'Hiroshima et Nagasaki, Edgar P. Jacobs transpose l'expansionnisme du Japon Shōwa dans l'Empire jaune. Le nom de Basam-Damdu est inspiré de celui de Tsarong Dzasa, né Namgang Dazang Damdu.
Pour contrer l'imposant arsenal de guerre de l'Empire jaune, Edgar P. Jacobs doit inventer une arme redoutable, à la fois puissante, maniable et quasi invulnérable. Il crée l'Espadon, un engin "triphibie" (avion à réaction submersible, supersonique et radiocommandé). Relevant de la science-fiction, l'avion utilise cependant des formules dans l'air du temps. Jacobs lui donne le même comportement en l'air qu'un stuka, une catégorie de bombardier en piqué allemand utilisé lors de la Seconde Guerre mondiale. Pour la forme de son fuselage, aérodynamique, il s'inspire de la ligne de l'espadon — qui donnera en plus son nom à l'avion — et du requin. Craignant l'invraisemblance de son invention, il montre des épures à un expert des questions navales et aéronautiques. Ce dernier estime « qu'aucune impossibilité majeure ne s'oppose à la réalisation d'un tel projet » :
- le premier avion à réaction à turboréacteur de l'histoire aéronautique est le Heinkel He 178 qui effectue son premier vol le 27 août 1939, mais ce n'est encore qu'un avion expérimental propulsé par le réacteur Heinkel HeS 3 conçu par Hans von Ohain. Il sera suivi exactement un an plus tard par le premier prototype italien, le Campini-Caproni C.C.2. Au Royaume-Uni, il faudra attendre le 15 mai 1941 pour voir le premier vol du Gloster E28/39 propulsé par le réacteur W.2/700 conçu par Frank Whittle. Il faut attendre juillet 1944 pour qu'un avion de combat, l'Arado Ar 234, entre en service opérationnel dans une force aérienne (suivi en juillet 1944 du Gloster Meteor anglais et en septembre 1944 du Messerschmitt Me 262 allemand produits en plus grand nombre), et les années 1950 pour que l'aviation à réaction se généralise dans le domaine militaire. Jusqu'alors, le mode de propulsion courant était l'hélice ;

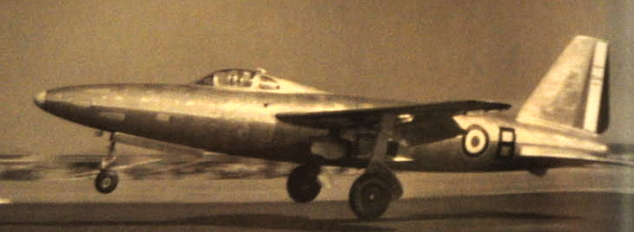
le second prototype Sud-Ouest 6021 Espadon en 1950-51

- le projet d'un avion supersonique français est lancé en 1946, qui donnera naissance au SNCASO SO.6020 Espadon ;
- le premier vol supersonique est réalisé le 14 octobre 1947 par le Bell X-1 piloté par Chuck Yeager de l'USAAF[24] ;Bell X-1 en 1949

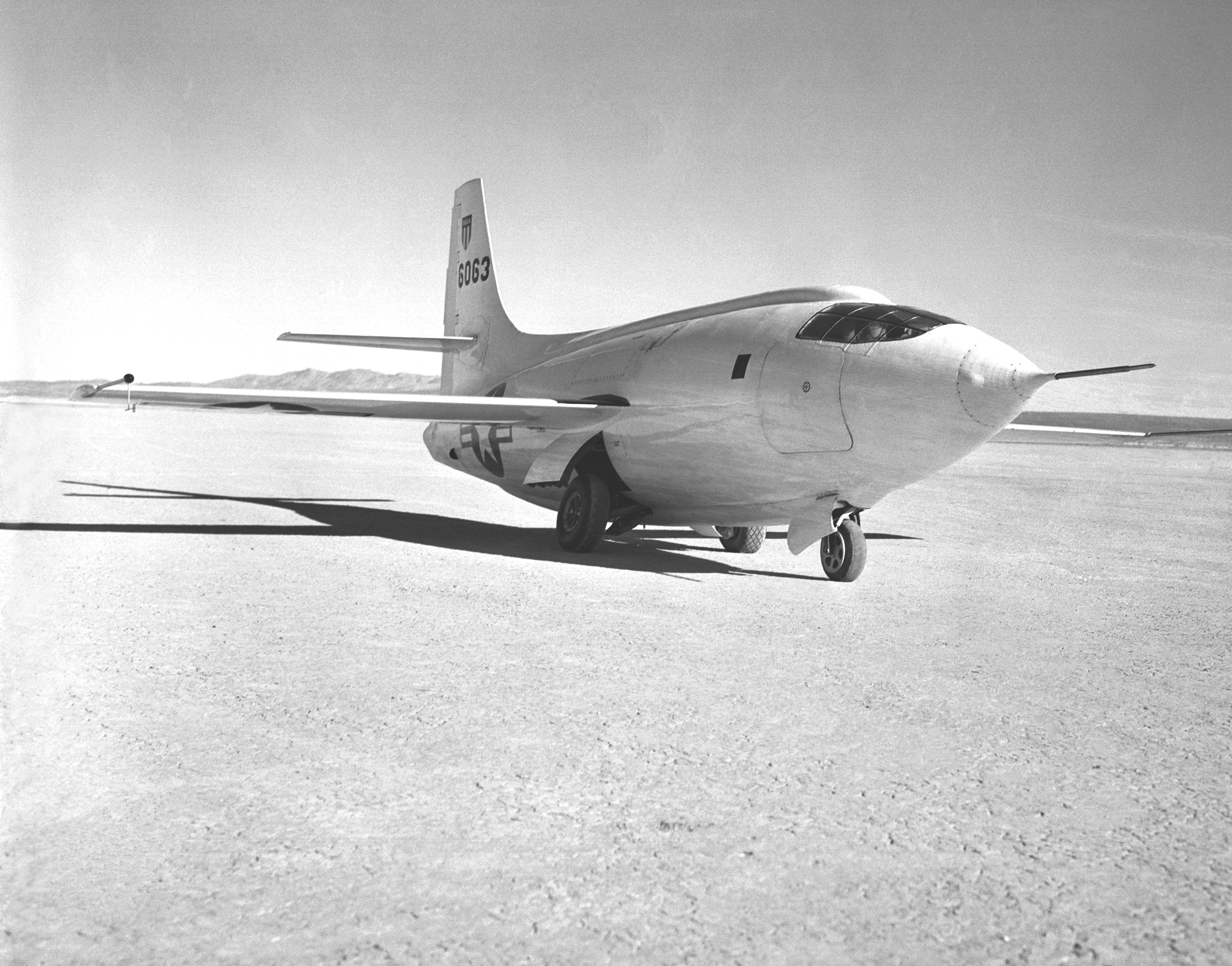
Bell X-1 en 1949

- la position couchée du pilote était assez courante dans les prototypes de l'époque, comme dans les ailes volantes Horten, le Henschel Hs 132, le Savoia-Marchetti SM.93 (en) et le Northrop XP-79[23] ;
- le premier avion à fuselage effilé et à ailes à faible allongement comme l'Espadon est le Douglas X-3 Stiletto, surnommé « the spearfish of the sky » (le marlin du ciel), qui fait son premier vol le 15 octobre 1952[22]. Cet avion possède cependant une entrée d'air quasi dorsale au contraire de l'Espadon. D'autres engins seront équipés d'une entrée d'air ventrale comme le chasseur Republic XF-103 et le missile de croisière SSM-N-9 Regulus II (en) ;Missile SSM-N-9 Regulus II en 1957

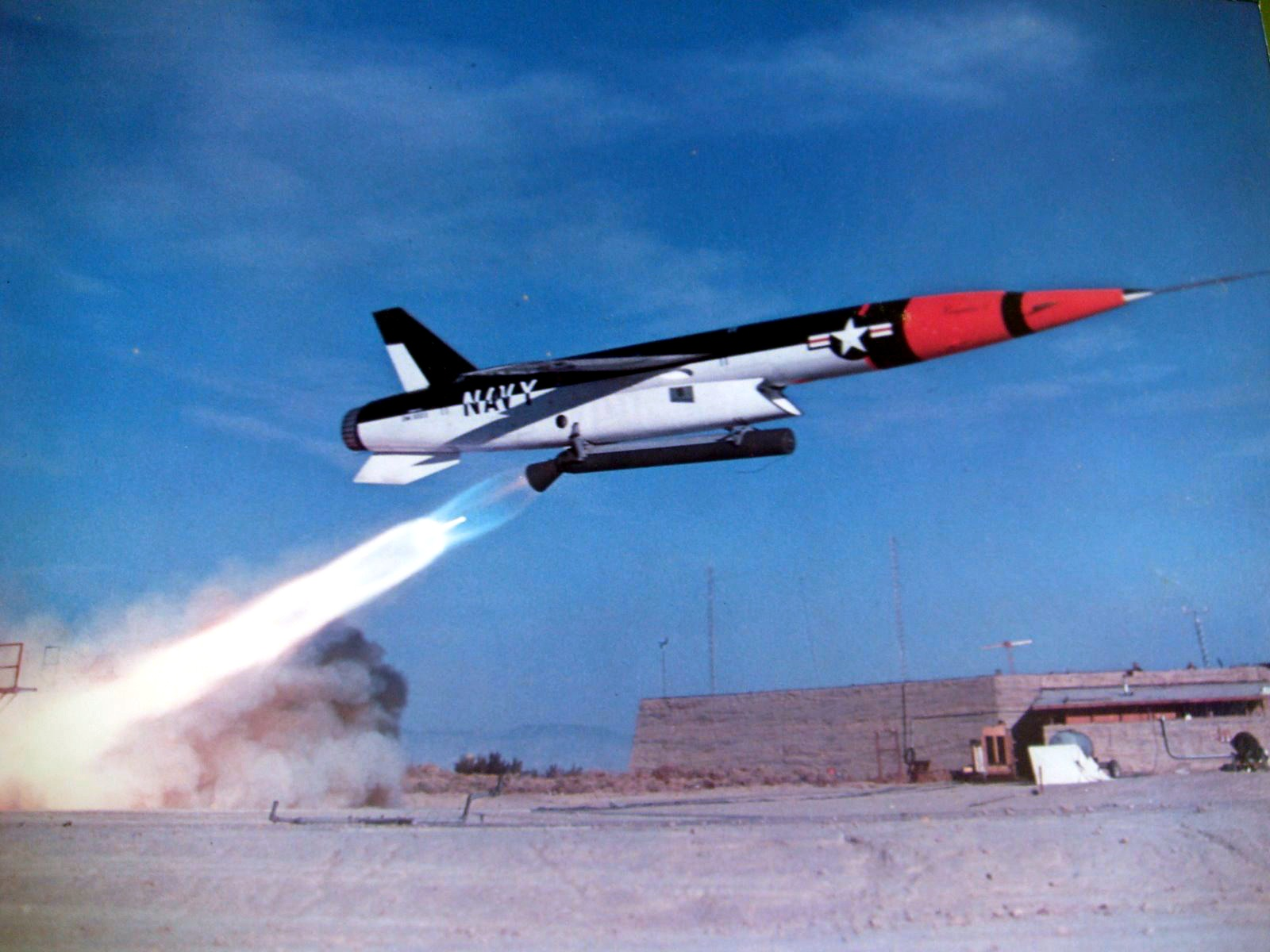
Missile SSM-N-9 Regulus II en 1957

- le principe de l'avion-sous-marin est présent dans la littérature de science-fiction dès le XIXe siècle, popularisé notamment par Maître du monde de Jules Verne. Mais il faut attendre les années 1960 pour que l'United States Navy lance un concours entre 44 constructeurs d'un projet de sous-marin volant[22],[25]. Les Soviétiques auraient également lancé des recherches sur un projet similaire dans les années 1930.

À l'époque de l'écriture du Secret de l'Espadon, dans les années 1940, la mode était aux ailes volantes comme les Northrop N-1M et ou les ailes Horten. Jacobs en donne sa propre version avec l'Aile rouge (versions I, II et III), l'avion personnel d'Olrik, synthèse du YB-35 et de l'appareil expérimental britannique Armstrong Whitworth A.W. 52, notamment en raison des gouvernes d'extrémité d'ailes.
L'avion de combat "Golden Rocket" est fortement inspiré du bombardier B-29 (fuselage long et cylindrique, ailes droites, dérive unique avec poste de tir et canon de queue, à son emplanture) ; mais son poste de pilotage est déplacé (au dessus de la carlingue, la verrière de nez étant fermée et obturée). L'autre différence importante est le remplacement des moteurs à piston, fixés sur les ailes, par des turboréacteurs positionnés à l'emplanture des ailes, à la manière du Bell P-59 Airacomet et surtout du (futur) De Havilland Comet.

## Publications

### En français
Le Secret de l'Espadon est publié dans l'hebdomadaire belge Le Journal de Tintin dès son premier numéro le 26 septembre 1946 (no 1/46) jusqu'au 8 septembre 1949 (no 36/49),,. Une planche en couleur est diffusée chaque semaine sur la quatrième de couverture.
En 1950, les Éditions du Lombard publient la première moitié de l'histoire comme leur tout premier album de bande dessinée dans la Collection du Lombard. Pour l'occasion, Jacobs redessine les 18 premières planches qu'il réduit à 17 afin de donner plus de détails sur le fond des événements menant à l'intrigue principale. La seconde partie de l'histoire est publiée en 1953. Par la suite, les deux tomes sont réédités et réimprimés plus d'une dizaine de fois entre 1954 et 1988 aux Éditions du Lombard en Belgique et de 1957 à 1977 aux éditions Dargaud en France,.
En 1964, les Éditions du Lombard publient une intégrale réunissant les deux tomes en un seul volume, mais en conservant la couverture originale au début de chaque tome,.
À partir de 1984, les nouvelles Éditions Blake et Mortimer rééditent Le Secret de l'Espadon en trois tomes, avec une couverture originale pour le deuxième tome,,. Ces nouveaux albums ont des couleurs et un lettrage nouveaux, et incluent plusieurs grandes illustrations qui avaient été utilisées comme pages de couverture du Journal de Tintin. Ce redécoupage n'a pas ravi Edgar P. Jacobs.
En 1995, France Loisirs édite Le Secret de l'Espadon en trois tomes.
En 2002, l'éditeur publie une intégrale en un seul album comprenant un cahier de 8 pages préfacé par Jean Van Hamme avec des dessins commentés de Ted Benoit et André Juillard ainsi qu'un texte d'Yves Sente faisant le lien avec les nouveaux épisodes.
En 2009, l'association Les Amis de Jacobs édite en album les 63 premières planches du Secret de l'Espadon tel que publié dans Le Journal de Tintin belge de 1946 à 1949. Le tirage est limité à 399 exemplaires numérotés,.
En 2014, une nouvelle édition est publiée par les Editions Blake et Mortimer en intégrale, répartie en deux tomes. On y retrouve notamment plusieurs couvertures issues du Journal de Tintin, ainsi qu'une préface de Daniel Couvreur.

### Traductions
L'aventure a été traduite dans plusieurs langues.
- Allemand : Der Kampf um die Welt (La Bataille pour le monde), publié aux éditions Carlsen Comics[43] ;
- Anglais : The Secret of the Swordfish (le secret de l'Espadon), publié aux éditions Cinebook[44] ;
- Arabe, publié aux éditions Butterfly Publishing House[45] ;
- Danois : Kampen om verdensherredømmet (La Bataille pour la domination du monde), publié aux éditions Carlsen Comics[46] ;
- Espagnol : El Secreto del Espadon (le secret de l'Espadon), publié aux éditions Norma Editorial[47] ;
- Finnois : Miekkakalan salaisuus, publié aux éditions Egmont[48] ;
- Italien : Il segreto dell'Espadon (le secret de l'Espadon), publié aux éditions Alessandro Editore[49] ;
- Néerlandais : Het Geheim van de Zwaardvis (le secret de l'Espadon), publié aux éditions Blake et Mortimer[50] ;
- Polonais : Tajemnicza broń (L'Arme mystérieuse), publié aux éditions Blake et Mortimer[51] ;
- Portugais : O Segredo do Espadão (le secret de l'Espadon).

## Accueil et postérité

### Critiques
Sur SensCritique, le 1er tome du Secret de l'Espadon obtient une note de 7,5/10 basée sur 2 600 votes d'internautes, le deuxième une note de 7,7/10 basée sur 1 800 votes et le troisième 7,7/10 basé sur 2 000 votes. Sur Babelio, les 3 tomes obtiennent une note moyenne de 3,9/5 sur une base de respectivement 234, 183 et 191 votes d'internautes,,.

### Préquel
En 2014, Yves Sente et André Juillard sortent Le Bâton de Plutarque, un préquel au Secret de l'Espadon. Les auteurs introduisent plusieurs personnages présents dans l'album de Jacobs. L'album s'achève juste avant le début du Secret de l'Espadon.

### Suites
En 2018 et 2019, parait le diptyque La Vallée des Immortels scénarisé par Yves Sente et dessiné par Peter van Dongen et Teun Berserik, qui commence peu de temps avant la chute de l'Empire Jaune dont l'explosion de Lhassa est redessinée, puis montre la fuite d'Olrik de la ville en ruine vers l'Indochine. En 2021, les mêmes dessinateurs, mais avec Van Hamme au scénario, publient Le Dernier Espadon, qui évoque notamment le démantèlement de la base secrète et ce qu'il advient des derniers Espadons encore en état de fonctionnement.
Basam Damdu et ses généraux ont été téléportés vers le futur durant l'explosion, comme on l'apprend dans l'album L’étrange Rendez-vous de Jean Van Hamme et Ted Benoit paru 2001, et Olrik les cherche en vain avant sa fuite.

## Adaptations
Dans les années 1950, Le Secret de l'Espadon est adapté en feuilleton radiophonique repris par la suite en vinyle, en cassette audio et en CD. Avec Pierre Chambon (le narrateur), Jean Servais (Olrik), Bruno Cremer (Mortimer), Henri Guisol (Blake) et Henri Virlojeux (Nasir), ainsi que Maurice Barnay, Raymond Jourdan, Alain Mottet, Victor Villien,.
En 1997, l'aventure est adaptée en dessin animé par Éric Rondeaux comme épisode de la série d'animation Blake et Mortimer. Il est diffusé le 3 mai 1997.

#### Albums d'Edgar P. Jacobs
- Edgar P. Jacobs, Le Secret de l'Espadon, t. 1 : La poursuite fantastique, Éditions Blake et Mortimer, 1984, 56 p. (ISBN 9782870971659, présentation en ligne).
- Edgar P. Jacobs, Le Secret de l'Espadon, t. 2 : L'évasion de Mortimer, Éditions Blake et Mortimer, 1984, 56 p. (ISBN 9782870971666, présentation en ligne).
- Edgar P. Jacobs, Le Secret de l'Espadon, t. 3 : SX1 contre-attaque, Éditions Blake et Mortimer, 1984, 56 p. (ISBN 9782870971673, présentation en ligne).
- Edgar P. Jacobs, Le Secret de l'Espadon Intégrale, Éditions Blake et Mortimer, 2014, 176 p. (ISBN 9782870971970, présentation en ligne).

#### Autres ouvrages
- Collectif, Les personnages de Blake et Mortimer dans l'histoire : Les événements qui ont inspiré l'œuvre d'Edgar P. Jacobs, Historia, Le Point, juillet 2014, 112 p. (ISBN 979-10-90956-25-4).
- Collectif, Blake et Mortimer : Deux aventuriers dans l'histoire, Prisma, coll. « Geo », octobre 2020, 128 p. (ISBN 978-2-8104-2948-6).
- Collectif, Les voyages de Blake et Mortimer : Deux aventuriers à travers le monde, Prisma, coll. « Geo », novembre 2022, 144 p. (ISBN 978-2-8104-3733-7).
- Geert De Weyer, La Belgique dessinée, Anvers, Ballon Media, coll. « Dragonetti », 2015, 352 p. (ISBN 978-94-6210-220-0).
- Claude Le Gallo, Le Monde de Edgar P. Jacobs, Bruxelles, Le Lombard, coll. « Nos auteurs » (no 2), 1984, 176 p. (ISBN 2-8036-0481-7, BNF 39008335, lire en ligne), « 1946, l'Espadon, début d'une œuvre magistrale ».
- Benoît Mouchart et François Rivière, Edgar P. Jacobs : Un pacte avec Blake et Mortimer, Les Impressions nouvelles, 2021, 384 p. (ISBN 978-2-87449-890-9).